# FK Lokomotyvas Radziwiliszki
FK Lokomotyvas Radziwiliszki – litewski klub futsalowy z siedzibą w Radziwiliszkach. W sezonie 2013/2014 Lokomotyvas po raz pierwszy zdobył Mistrzostwo Litwy, które dało mu miejsce w preliminary round UEFA Futsal Cup 2014/2015.